# Enfermeras
Enfermeras (doslova „zdravotní sestry“) je kolumbijská telenovela produkovaná Ana María Pérez, která měla premiéru 23. října 2019 na stanici RCN Televisión. V hlavních rolích hráli Diana Hoyos, Sebastián Carvajal, Viña Machado, Julián Trujillo, Lucho Velasco, Nina Caicedo, Federico Rivera, María Manuela Gómez a Cristian Rojas.

## Obsazení
- Diana Hoyos jako María Clara González
- Sebastián Carvajal jako Carlos Pérez
- Viña Machado jako Gloria Mayorga Moreno
- Julián Trujillo jako Álvaro Rojas
- Lucho Velasco jako Manuel Alberto Castro
- Nina Caicedo jako Sol Angie Velásquez
- Federico Rivera jako Héctor Rubiano "Coco"
- María Manuela Gómez jako Valentina Duarte González
- Cristian Rojas jako Camilo Duarte González